# Anneessens-Fontainas (prémétro de Bruxelles)
Pour les articles homonymes, voir Anneessens et Fontainas.
Anneessens-Fontainas est une station du prémétro de Bruxelles desservie par les lignes 4 et 10 du tramway de Bruxelles située à Bruxelles, sur la commune de Bruxelles-ville.

## Situation
La station est située sous le boulevard Maurice Lemonnier, entre les places Anneessens (nommée en l'honneur de François Anneessens) et Fontainas. Elle est sous-titrée Manneken-Pis sur la signalétique.
Elle est située sur l'axe nord-sud du prémétro de Bruxelles entre les stations Bourse - Grand-Place et Lemonnier des lignes 4 et 10.

## Histoire
Station ouverte le 4 octobre 1976.
Le 20 octobre 2017, à la suite du décès du jazzman Toots Thielemans, le ministre bruxellois de la mobilité Pascal Smet annonce que la station Anneessens sera rebaptisée du nom du musicien, ceci en raison de la proximité de la station avec le quartier populaire des Marolles, d'où est originaire Thielemans. Le changement de nom effectif est annoncé pour 2019. Cependant, quelques jours plus tard, le ministre revient sur sa proposition de changement de nom, en raison des réactions négatives des habitants du quartier Anneessens, ainsi que de certaines personnalités politiques locales. Il en revient alors à son idée première : celle de donner le nom de Toots Thielemans à la station de métro qui doit être construite sous la place de la Constitution et l'avenue de Stalingrad, et qui était initialement désignée sous le nom de Constitution,.
Fin 2018, le renommage de la station Anneessens en Anneessens-Fontainas est annoncé pour février 2019.

## Service aux voyageurs

### Accès
La station compte huit accès :
- Accès nos 1 et 6 : de part et d'autre du boulevard Lemmonier côté nord de la place Anneessens ;
- Accès nos 2 et 5 : de part et d'autre du boulevard Lemmonier au niveau de la place Anneessens (accompagnés d'un escalator chacun) ;
- Accès nos 3 et 4 : de part et d'autre du boulevard Lemmonier côté sud de la place Anneessens ;
- Accès nos 7 et 8 : de part et d'autre du boulevard Anspach au niveau de la place Fontainas.

La station est construite avec trois niveaux, seuls les niveaux -1 et -2 sont utilisés, le niveau -3 était prévu pour une ligne de métro vers Louise et Flagey.
Dans le nord de la station se trouvent Sept écritures, l'œuvre de Pierre Alechinsky et Christian Dotremont, sept panneaux d’Alechinsky contenant des textes de Dotremont. Les images sont faites d’encre d’Inde appliquée sur du papier puis maroufler sur du bois.

### Quais
La station est de conception particulière car possédant deux voies encadrées par trois quais, deux latéraux et un central : la « solution espagnole ».

### Intermodalité
La station est desservie par les lignes 33 et 48 des autobus de Bruxelles et, la nuit, par les lignes N04, N05, N06, N08, N09, N10, N11, N12, N13 et N16 du réseau Noctis.

## À proximité
- Institut Lucien Cooremans
- Manneken-Pis